# Eberwin (Berchtesgaden)
Eberwin († 9. Dezember 1142) war Augustiner-Chorherr und von ca. 1101 bis zu seinem Tod der erste Propst des Klosterstifts Berchtesgaden sowie zwischenzeitlich auch Propst des Klosters Baumburg.

## Leben
Eberwin entstammte vermutlich einem Adelsgeschlecht, dem auch Landgüter nahe Rottenbuch zu eigen waren.
Der Ort seiner Grabstätte ist unbekannt – wurde jedoch für einige Zeit vor dem ehemaligen Kreuzaltar in der Berchtesgadener Stiftskirche vermutet.

## Wirken

### Erster Propst des Klosterstifts Berchtesgaden
Er wurde als Kanoniker des Klosters Rottenbuch, das seinerzeit als Mutterstift der Augustiner in Altbayern wegweisend in der Kanonikerreform war, von Berengar I. von Sulzbach noch im Todesjahr von dessen Mutter und Stifterin Irmgard (1101) zum Propst für eine Neugründung in Berchtesgaden ernannt und ihm als erster Dekan ein Chorherr namens Everhelm zur Seite gestellt. Zusammen mit drei anderen Mönchen und vier Laienbrüdern hat er dann im Auftrag des Berengar I. um 1100 einen ersten Versuch unternommen, in dem „unwirtlichen Felsental“ von Berchtesgaden ein Klosterstift zu begründen. Zwischen 1102 und 1105 ist Eberwin gemeinsam mit Kuno von Horburg-Lechsgemünd (evtl. auch noch mit Berengar I.) nach Rom gereist, um das neu gegründete Klosterstift berthercatmen erfolgreich in die Obhut und den Schutz des Papstes Paschal II. zu legen.
Doch das Berchtesgadener Stift kam vorerst nicht über eine Zelle hinaus. Laut der Fundatio monasterii Berchtesgadensis hätten die Augustiner „die einsame Wildnis Berchtesgadens, den schreckenerregenden Bergwald und das entsetzliche Erlebnis von ständigem Eis und Schnee“ als sehr unwirtlich empfunden und deshalb nach einem geeigneteren Platz gesucht.
Vermutlich aber war Berengar I. einfach nicht in der Lage, mehrere Klöster gleichzeitig angemessen auszustatten. Zudem war er zwischen 1104 und 1106 in die heftigen Kämpfe Heinrichs V. gegen dessen Vater Kaiser Heinrich IV. verstrickt.

### Erster Propst des Klosterstifts Baumburg
Laut einer „Baumburger Mitteilung“ hätte sich Berengar I schließlich dem Drängen seiner Ministerialen gefügt, die Verpflichtungen gegenüber seiner Mutter Irmgard und seiner ersten Ehefrau Adelheid von Frontenhausen († 1105) zu erfüllen, indem er das zu Ehren Adelheids gegründete Kloster Baumburg um die Gründungsgüter von Berchtesgaden erweitert und es so zu wenigstens einem gut ausgestatteten Stift mit Eberwin als dessen Propst erhebt. Doch eigentlich wären Berengar nach wie vor zwei voneinander getrennte Stifte lieber als nur eines gewesen.
1107 (spätestens 1109) wurden Eberwin und seine Mönche schließlich für das Kloster Baumburg im Norden des heutigen Landkreises Traunstein abgezogen. Doch sowohl Berengar als auch Eberwin gaben Berchtesgaden nicht auf – ungesichert ist laut Weinfurter jedoch, wer von beiden, „im religiösen Eifer ohnehin zusammenwirkend“, den ersten Anstoß zur Rückkehr gab.

### Rückkehr zum Klosterstift Berchtesgaden
Berengar ließ Eberwin ca. 1116 (lt. Helm zwischen 1106 und 1112, lt. Feulner vermutlich um 1116, lt. Albrecht und Weinfurter zwischen 1116 und Mitte 1119) nach Berchtesgaden zurückkehren. Berengar hatte das Klosterstift nun auch besser ausgestattet, so dass Eberwin die ersten größeren Rodungen veranlassen konnte und sich die Augustiner-Chorherren endgültig dort niederließen.
Dank Eberwin wurde 1122 ein Bauabschnitt oder „Notbau“ der Stiftskirche St. Peter und Johannes der Täufer von dem Salzburger Erzbischof Konrad geweiht. Dem folgten erst nach seinem Tod in der zweiten Hälfte des 12. Jahrhunderts eine massivere Bauausführung als dreischiffige romanische Pfeilerbasilika sowie vermutlich auch die Errichtung der ersten Türme, von denen es jedoch weder eine Beschreibung noch eine Abbildung gibt.
Eberwin und dem Klosterstift wurden 1125 von Graf Berengar neben den ersten Zuweisungen (u. a. Niederheim im Pinzgau) auch noch „omnem silvam ad locum Grauingaden dictum pertinentem“ dazugegeben, d. h. den ganzen zum seinerzeit noch „Grafengaden“ genannten Ort gehörenden Wald. Die Grenzen dieses Waldes wurden wie folgt von den Historikern erschlossen: Sie führte über den Diezzenbach (Dießbach) der Sala (Saalach) entlang zum Dorf Waliwes (Wals), dann zum Sumpfland Uilzmos (Viehausermoos) und nach Anava (Anif), von da Salzach aufwärts zum oberen Scrainpach (Schrainbach) weiter zum Farmignekke (Fahreneck?) und zur Swalwen (Ecker Sattel?), dann hinauf zum Gelichen (Hoher Göll), zum Ursprung des Cuonispach (Königsbach), weiter Ouzinsperch und Pochisrukke (Grat am Schneibstein?), zum See am Phafinsperch (Seeleinsee), durch das Langtal zur Viscuncula (Fischunkel) hinab – und damit lag Vieles auf dem Gebiet des Erzbistums Salzburg, so dass hierüber Auseinandersetzungen vorprogrammiert waren.
Doch die wiedererlangte „frühere Freiheit“ Berchtesgadens war noch nicht gesichert. Der neue und „erste“ Propst von Baumburg Gottschalk (ca. 1120–1163), der Eberwin als „Abtrünnigen“ betrachtete und aus der Propstliste tilgte, war nicht bereit, den Verlust der Berchtesgadener Ausstattungsgüter hinzunehmen. Nach dem Tod Berengars (3. Dezember 1125) hatte er die Rechtmäßigkeit der Trennung angefochten und sich an den zuständigen Bischof, Erzbischof Konrad I. von Salzburg (1106–1147), für eine Verfügung zur erneuten Zusammenlegung gewandt. Erst nach einem Schiedsspruch Konrads im Jahr 1136 wurde das Nebeneinander beider Stifte im Sinne des Stifters Berengar bekräftigt und 1142 von Papst Innozenz II. erneut bestätigt. Die Baumburger Forderungen hingegen wurden als „Meinung gewisser einfältiger Brüder“ abgewiesen.

### Machtstatus als Propst des Klosterstifts Berchtesgaden
In Berchtesgaden hatten die von 1101 bis 1803 wirkenden Pröpste von Anfang an neben der geistlichen Führung zugleich weltliche Macht inne, die im Lauf der Jahrhunderte dank kaiserlicher Unterstützung mit immer mehr Befugnissen ausgestattet wurde. Dieser kontinuierliche Machtzuwachs kam bereits den ersten Stiftspröpsten (1101–1380) zugute, erfuhr aber noch eine Steigerung mit ihrer Erhebung zu Reichsprälaten (1380–1559) und zu Fürstpröpsten (1559–1803).
Als Eberwin erster Propst des Berchtesgadener Klosterstifts wurde, waren die Grafen von Sulzbach als Stiftsgründer bis 1180 auch die Vögte und damit weiterhin mittelbare Nutznießer ihrer Besitzungen in dieser Region. In geistlichen Dingen (Spiritualien) unterstand Eberwin der „Metropolitangewalt“ des Erzbistums Salzburg, zugleich aber stand das Klosterstift Berchtesgaden auch dank seiner Bemühungen unter dem Schutz von Papst Paschal II. und dessen Nachfolgern, was sich u. a. auch in dem jahrzehntelangen Abwehrkampf gegen die Forderungen des Klosters Baumburg am Ende positiv auswirkte. Die Ausstattung seines Kerngebietes entsprach dem Umfang nach schon nahezu dem des Landes Berchtesgaden, in dem Eberwin die niedere Gerichtsbarkeit ausübte.

## Posthume Würdigung
Ludwig Ganghofer machte Eberwin in Die Martinsklause zum Romanhelden, der den Untersberg besteigt und überwältigt von der Schönheit des Berchtesgadener Landes zu seinen Füßen sagt: „Wen Gott lieb hat, den lasset er fallen in dieses Land.“ Ein Satz, den seither auch die regionale Tourismuswerbung nutzt.